# Gaasperplas metróállomás
A Gaasperplas az amszterdami metró egyik végállomása az 53-as metróvonalon. A megálló a nevét a közeli Gaasperplas tóról kapta.

## Szomszédos állomások
A legközelebbi metróállomások:
- Kraaiennest (53-as metróvonal)

## Átszállási kapcsolatok
| 53 (Centraal Station ↔ Gaasperplas) |                            |                         |
| Állomás                             | Átszállási kapcsolatok     | Fontosabb létesítmények |
| Gaasperplas                         | 47, 49, 200, 271, 300, N85 | Gaasperpark Gaasperplas |